# Tomalá
Tomalá est une municipalité du Honduras, située dans le département de Lempira. La municipalité comprend 13 villages et 33 hameaux. Elle est fondée en 1889.

## Source de la traduction
- (en) Cet article est partiellement ou en totalité issu de l’article de Wikipédia en anglais intitulé « Tomalá » (voir la liste des auteurs).